# آیتو گارسیا رنسس
آیتو گارسیا رنسس (اسپانیایی: Aíto García Reneses‎؛ زادهٔ ۲۰ دسامبر ۱۹۴۶) بازیکن بسکتبال اهل اسپانیا بود.
از باشگاه‌هایی که در آن بازی کرده‌است می‌توان به باشگاه فوتبال بارسلونا اشاره کرد.